# Тайнопись «решётка»
Образцом алфавита придуманного специально для тайнописи по определенному принципу служит ключ к тайнописи изображенной на отдельном листе Патриаршей библиотеки № 93 (вторая половина XVII века). В двух решетках, составленных одинаково из двух взаимно пересекающихся параллельных линий, представлены:
- в одной знаки, которые являются частями решетки с разным количеством точек,
- а в другой соответствующие этим знакам буквы алфавита. (Рис. 1)

Поскольку в решетке поместились не все буквы, буквы S, і, Ч, Ь и фита писались без «затаивания».
Как могла выглядеть тайнопись, написанная по этому принципу, показано на рис. 2.
Другой вариант этой же тайнописи представляет ключ приложенный к иконописному Подлиннику XVII века в собрании И. Е. Забелина № 340 с надписью «Азбука иного переводу. Кто мудръ, да разумъет». Та же решетка, те же знаки, но размещение букв — по три в каждой клетке.(Рис. 3) Поэтому на письме здесь больше открытых букв: З, і, Ч, Ъ, Ь, Ы и фита.

## Примечание
1. ↑  Это — шифр масонов.